# Fonds Gesundes Österreich
Der Fonds Gesundes Österreich (FGÖ) ist eine öffentliche Einrichtung mit Sitz in Wien, deren Zweck Gesundheitsförderung und Krankheitsprävention sind.
Durch Information, Aufklärung und Öffentlichkeitsarbeit soll die Bevölkerung Österreichs motiviert werden, sich für einen gesunden Lebensstil zu entscheiden. Zusätzlich unterstützt der Fonds Gesundes Österreich in der Gesundheitsförderung praxisorientierte und wissenschaftliche Projekte, den Aufbau von Strukturen sowie Fortbildung und Vernetzung.
Der Fonds Gesundes Österreich wurde 1998 gegründet und ist seit 2006 ein Geschäftsbereich der Gesundheit Österreich. Ihm steht ein jährliches Budget von 7,25 Millionen Euro aus öffentlichen Mitteln zur Verfügung. Leiter des FGÖ ist Klaus Ropin.